# Карнергасе (Болцано)
Карнергасе је насеље у Италији у округу Болцано, региону Трентино-Јужни Тирол.
Према процени из 2011. у насељу је живело 46 становника. Насеље се налази на надморској висини од 781 м.